# Johann Balthasar Schäffer
Johann Balthasar Schäffer (* 4. November 1684 in Rappoltsweiler; † 1750) war ein deutscher Augustinermönch und Tanzmeister.

## Leben
Schäffer war ein Sohn des Stadtschreibers Andreas Schäffer in Rappoltsweiler und dessen Ehefrau Maria Magdalena, geb. Christ. Er erhielt eine Ausbildung in lateinischer Sprache und Musik bei einem Verwandten und besuchte anschließend das Jesuitenkolleg und andere Schulen in Schlettstatt, Straßburg und Colmar, ehe er Augustinermönch in Colmar und Erfurt wurde. 1711 verließ er das Erfurter Augustinerkloster und konvertierte zum lutherischen Bekenntnis. Um 1712 bis 1715 war er Privattanzmeister in Stuttgart. 1715 wurde er Tanzmeister an der Universität Tübingen, 1721 jedoch wegen schlechter Aufführung und unerlaubter Entfernung aus der Stadt entlassen. Von 1721 bis 1727 wirkte er wieder als Privattanzmeister in Stuttgart. Von 1731 bis 1750 war er Tanzmeister am Hof der Herzöge von Sachsen-Meiningen in Meiningen. Über seinen Lebensweg vom Mönch zum Tanzmeister erschienen mehrere Schriften.

## Werke
- Unpartheyisches Gutachten und christlich gesinntes Monitorium zur allgemeinen Christen-Lieb und Einigkeit wider die vielfaeltigen Glaubens-Zaenckereyen. Eisenach 1749 (Digitalisat)
- Der unter der Moenchs-Kappe ehmals versteckt gewesene Tanz-Meister oder wahrhaffte und curieuse Relation [...] von Jugend auf bis in das jetzige füenff und sechzigste Lebens-Jahr nebst einer chrlistlichen [sic] Ermahnung zur Religions-Einigkeit, desjenigen Proselyten oder aus dem Augustinber-Kloster zu Erffurt ausgesprungenen Augustiner-Patris [...] Johann Balthasar Schaeffer. Eisenach um 1750
- Leben, Schicksale und Meinungen meines Großvaters oder wahrhafte und sehr wunderbare Begebenheit Johann Balthasar Schäffers ehemaligen Augustiner-Patres zu Erfurt und nachherigen Hof-Tanzmeisters zu Sachsen-Meiningen von ihm selbst im fünf und fünfzigsten Jahre seines Lebens aufgesetzt und nunmehr als ein Beytrag zur Mönchsgeschichte des achtzehnten Jahrhunderts herausgegeben von dessen leiblichen Enkel, Joh. Chr. Heinr. Schäffer. Jena 1791